# 메시에 103
M103(NGC 581)은 카시오페이아자리에 있는 산개 성단이다. 발견된 성단 중 가장 어두운 산개 성단이다. +10~11등급의 별이 모여 있다.

## 같이 보기
- 메시에 천체 목록